# Wolfgang Kirchgässner
Wolfgang Kirchgässner (ur. 1 czerwca 1928 w Mannheimie; zm. 26 marca 2014 we Fryburgu Bryzgowijskim) – niemiecki duchowny rzymskokatolicki, w latach 1980-1998 biskup pomocniczy Fryburga.

## Życiorys
Święcenia kapłańskie przyjął 30 maja 1954 w archidiecezji Fryburga. 
29 listopada 1979 papież Jan Paweł II mianował go biskupem pomocniczym archidiecezji, ze stolicą tytularną Druas. Sakry udzielił mu 10 lutego 1980 arcybiskup metropolita Fryburga Oskar Saier. Zrezygnował z zajmowanego urzędu ostatniego dnia 1998 roku, na cztery i pół roku przed osiągnięciem biskupiego wieku emerytalnego przewidzianego w prawie kanonicznym (75 lat). 